# Прабхупададеш
Прабхупададе́ш (итал. Prabhupada Desh) — кришнаитский индуистский храм и сельскохозяйственная община на севере Италии, между городами Падуя и Виченца. Храм расположен в здании исторической итальянской виллы, к которой примыкают сады и сельскохозяйственные угодья площадью в 10 гектаров. Храм принадлежит Международному обществу сознания Кришны. Основнымими божествами храма являются Шри Шри Гаура-Нитай. На территории общины регулярно проводятся курсы санскрита и систематического изучения священных текстов индуизма, отмечаются вайшнавские фестивали. Храм был назван в честь основателя Международного общества сознания Кришны Бхактиведанты Свами Прабхупады — в буквальном переводе с санскрита «прабхупададеша» означает «земля Прабхупады».

## Галерея

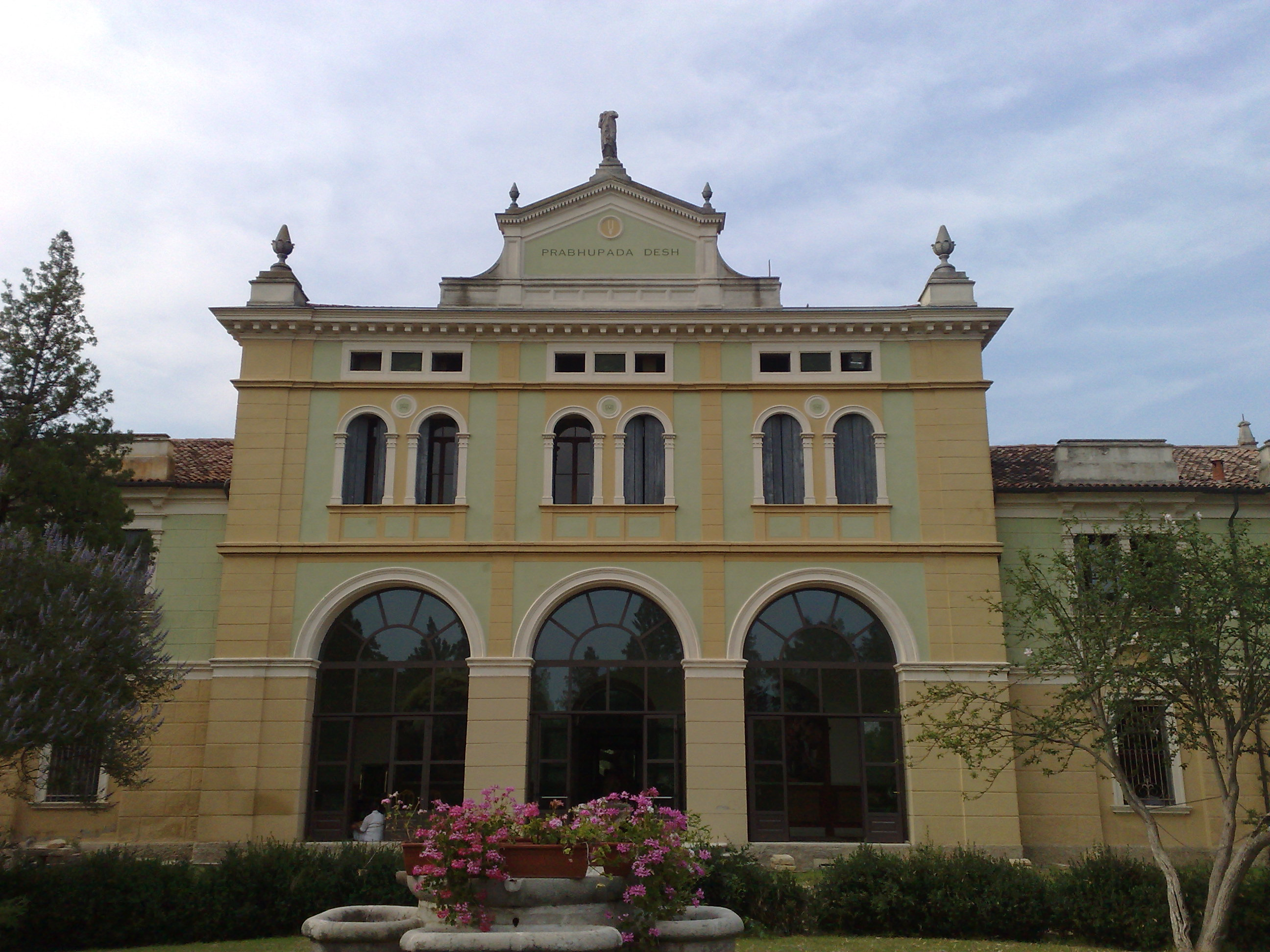
Прабхупададеш
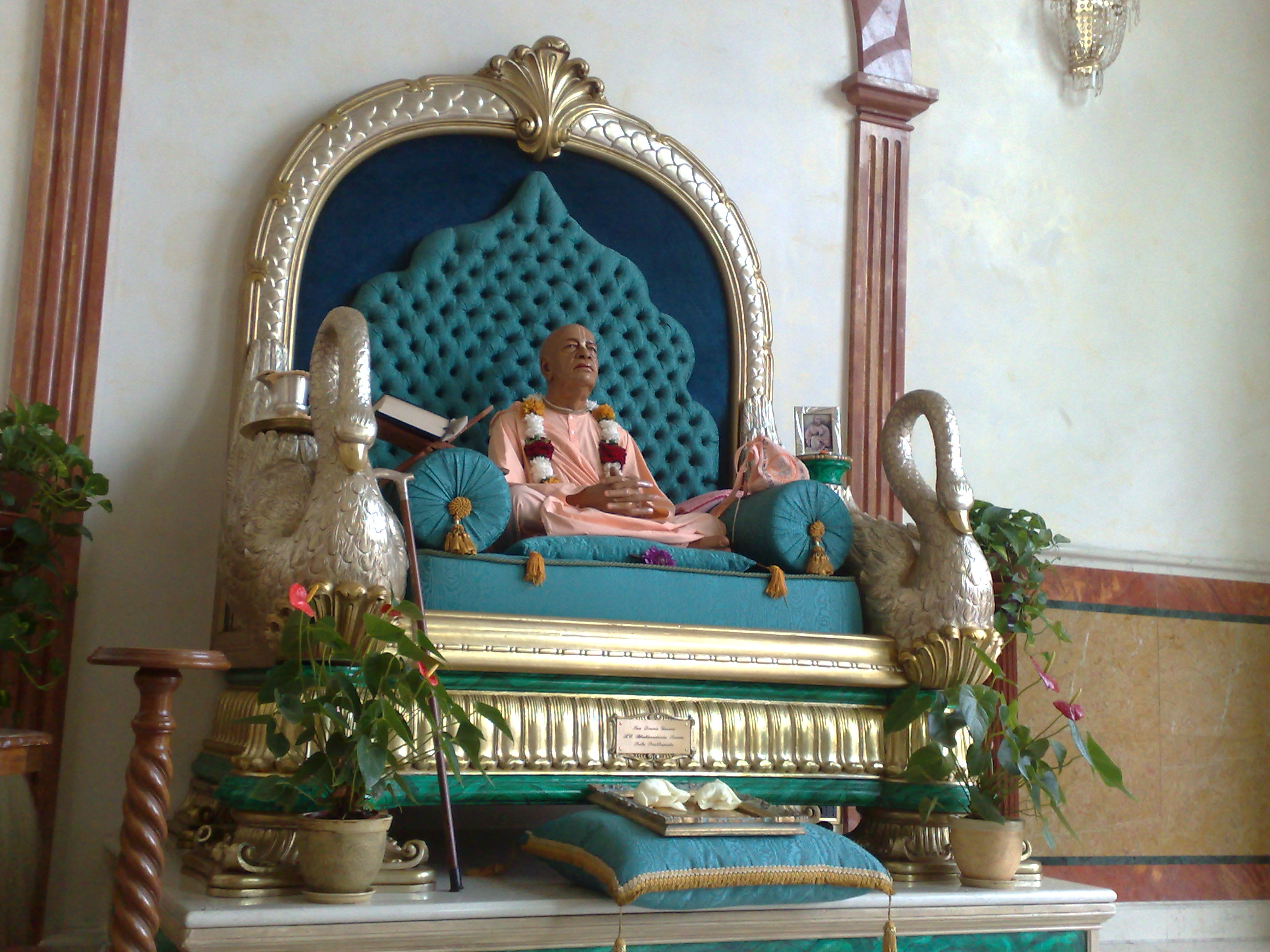
Мурти Бхактиведанты Свами Прабхупады
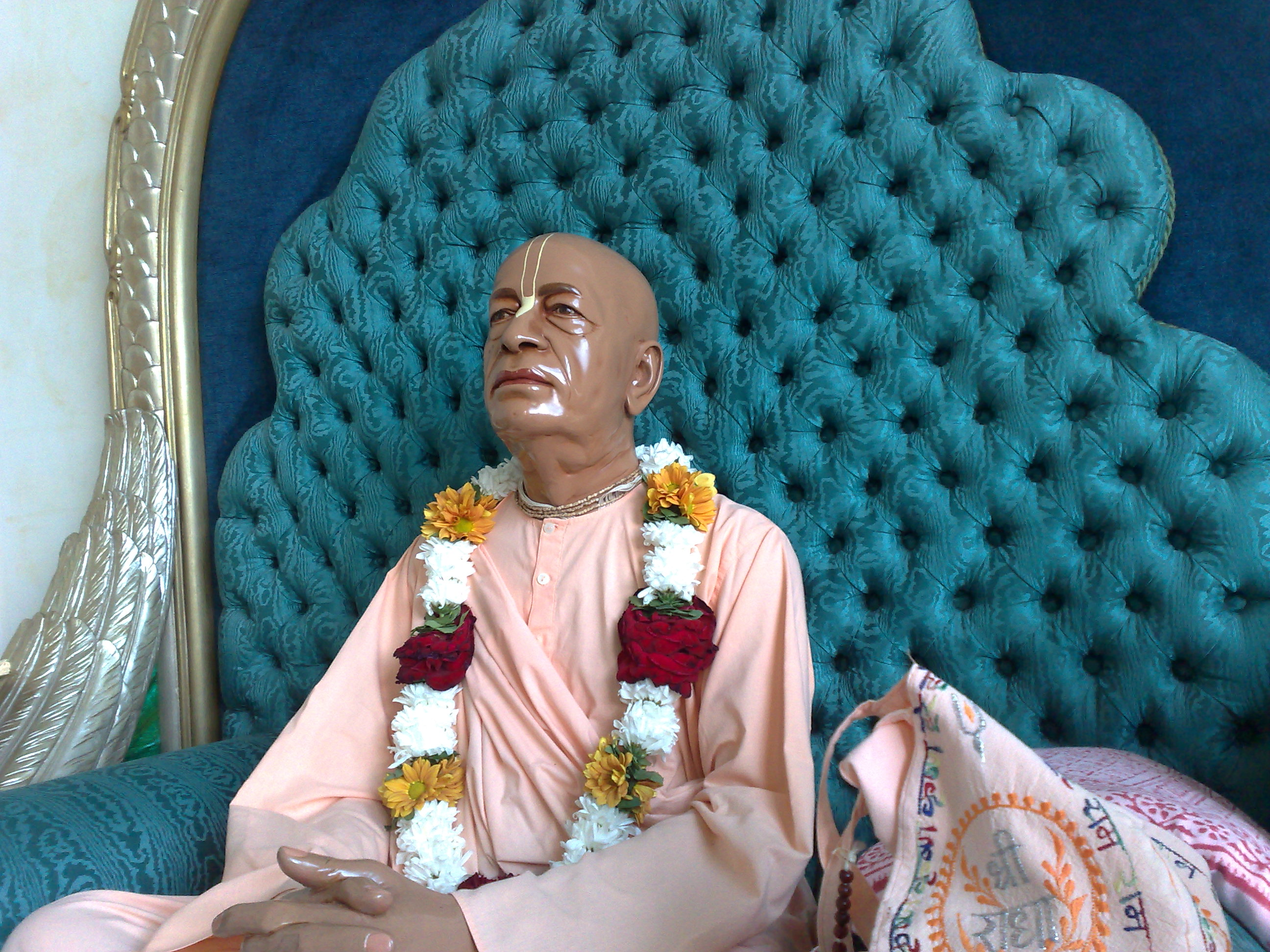
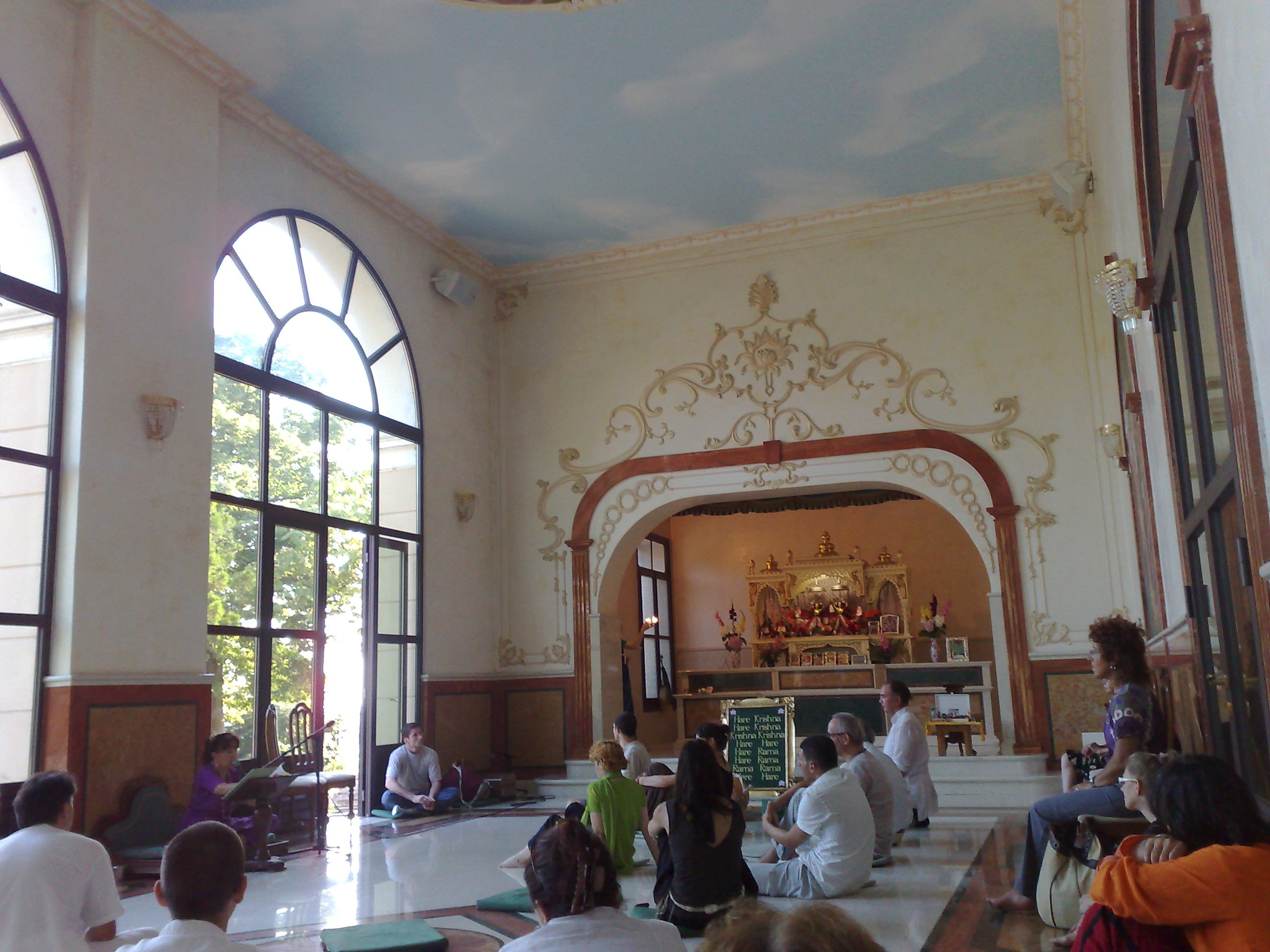
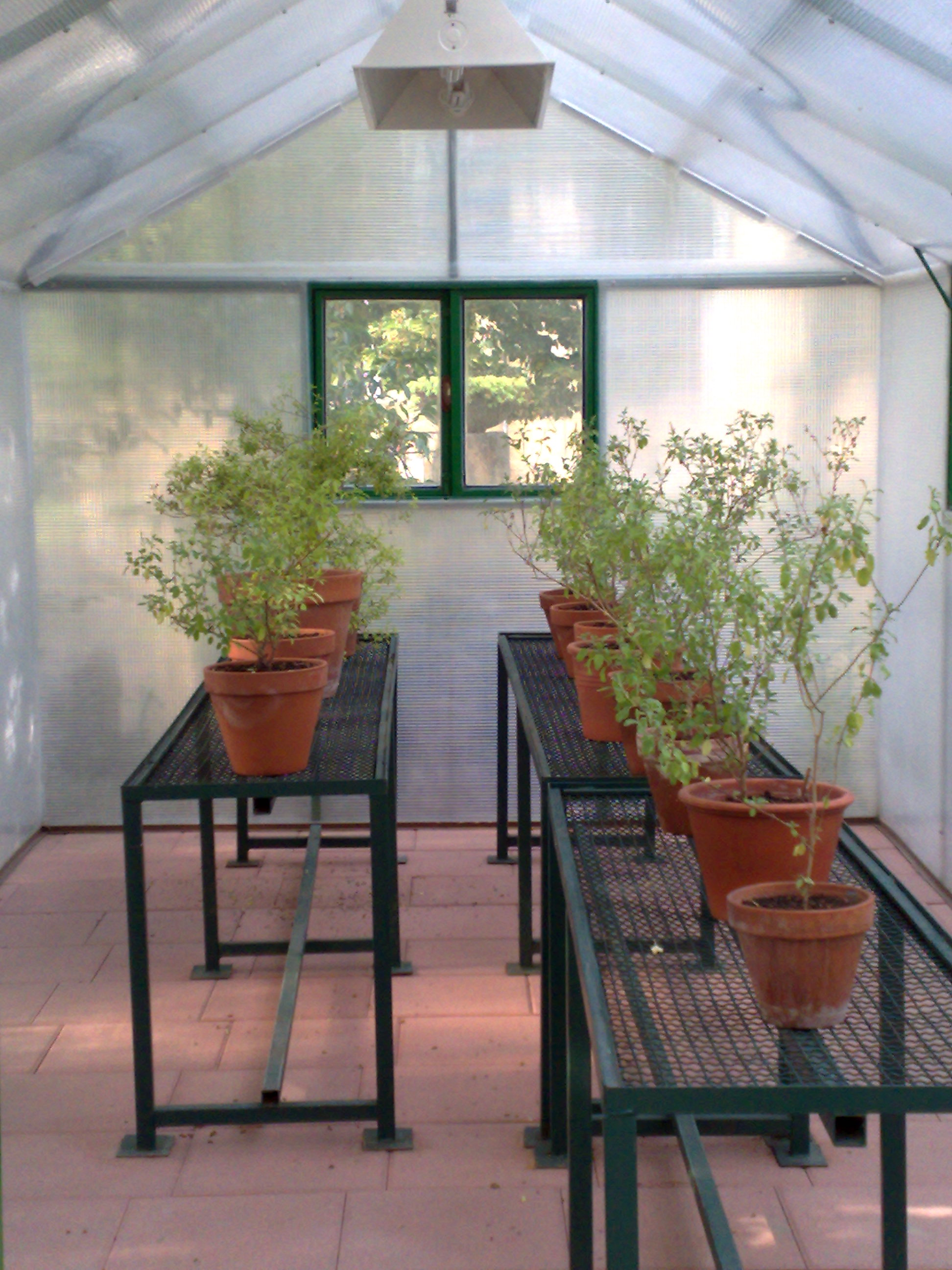
Теплица со священными растениями туласи.
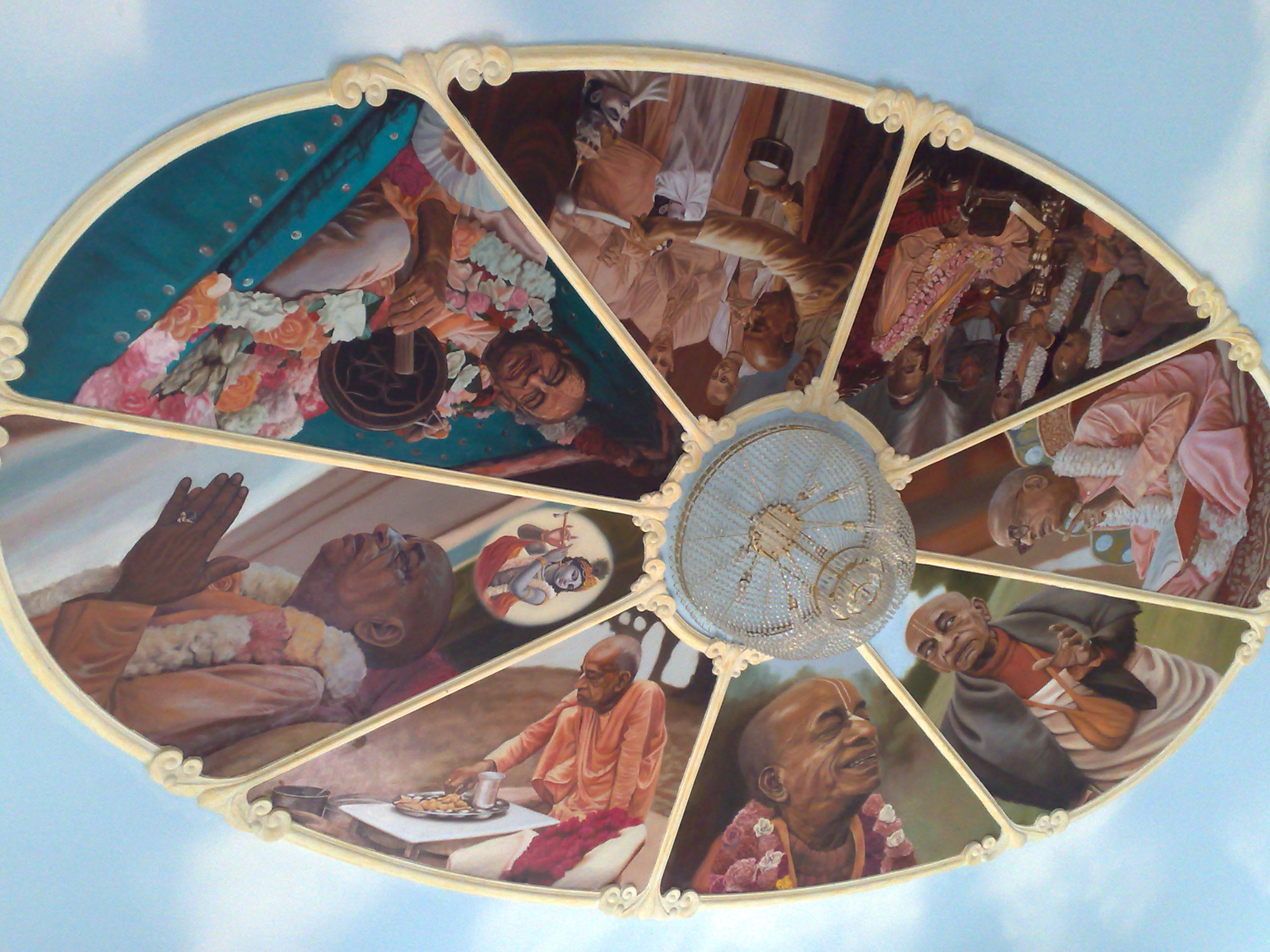
Роспись на потолке Прабхупададеша с изображением эпизодов из жизни Бхактиведанты Свами Прабхупады.
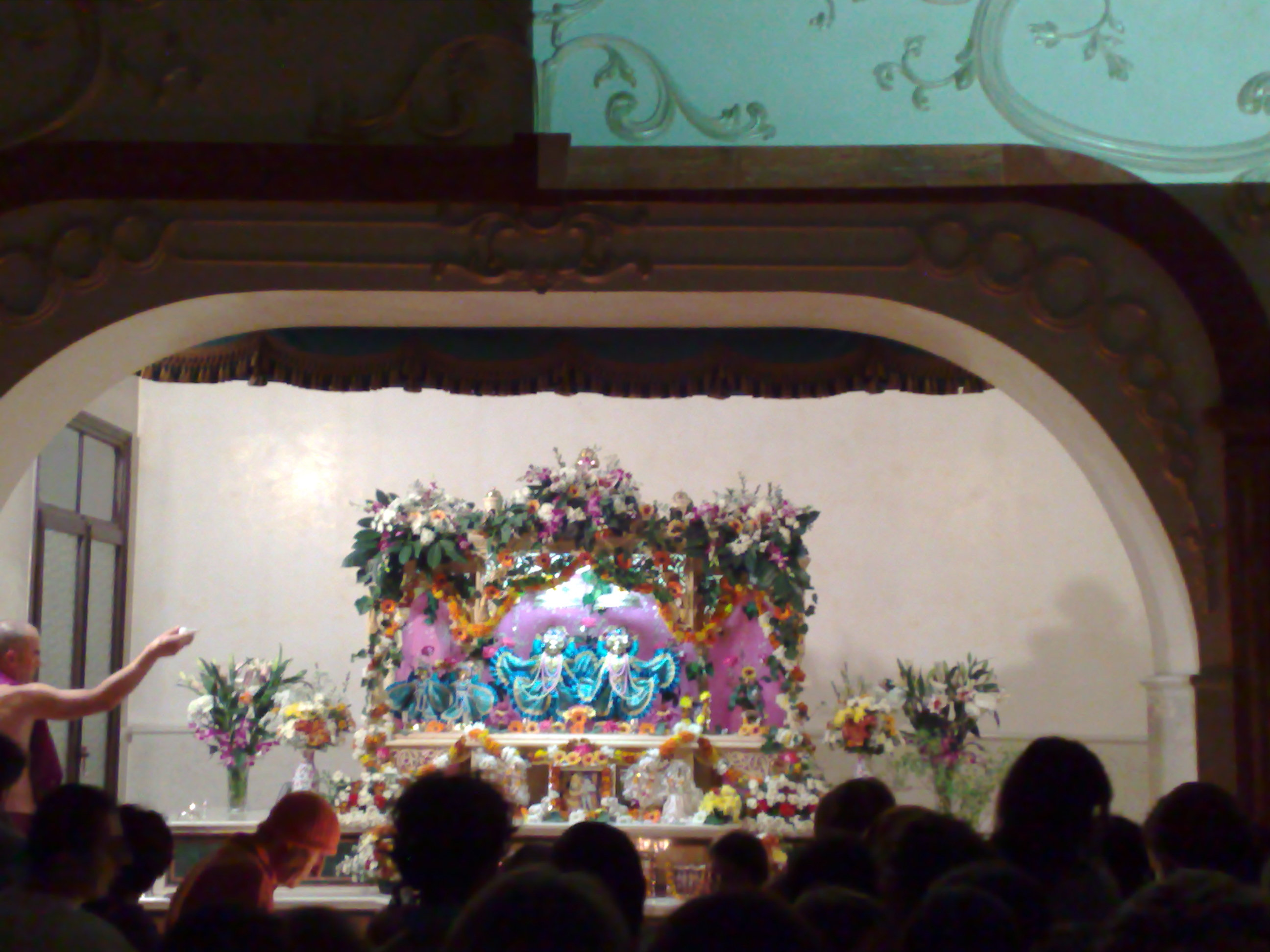
Дамодара-пуджа
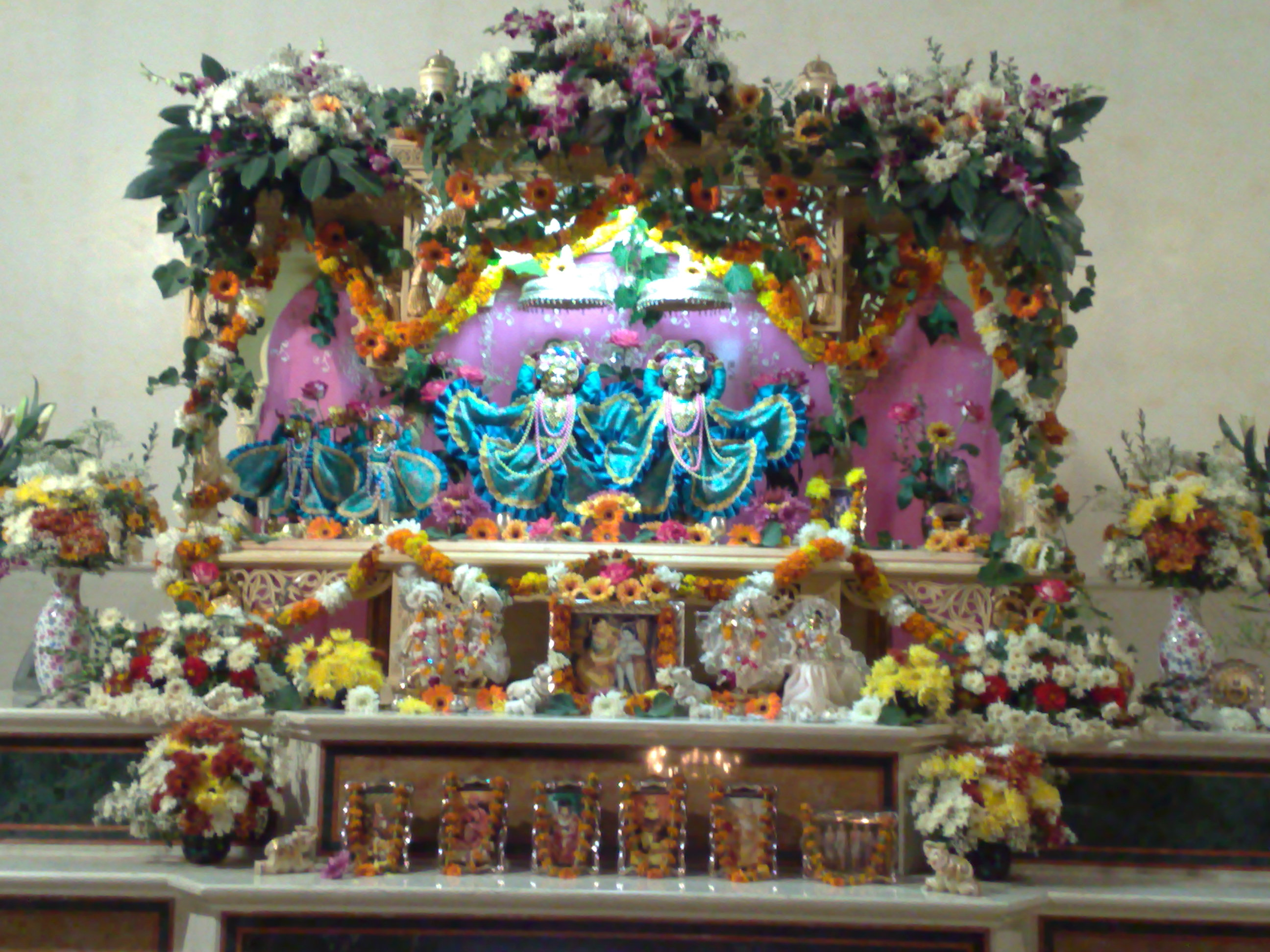
Алтарь